# بي تي أر-60
بي تي أر-60 (بالإنجليزية: BTR-60)‏، (بالروسية: БТР-60) هي مدرعة مدولبة لنقل الجنود، سوفيتية الصنع، جرى تصميمها في عام 1955 ودخلت الخدمة في سنة 1959 في الجيش السوفيتي كما تم تصديرها إلى دول حلف وارسو إضافة إلى دول الشرق الأوسط من مصر وسورية والعراق وإيران وشمال أفريقيا من الجزائر وليبيا.
يبلغ وزن المدرعة 11.4 طن ويتكون طاقمها من 3 أفراد وسعة ركاب لـ 14 راكب إضافي يشمل تسليحها الأساسي على رشاش ثقيل عيار 14.5 ملم، السرعة القصوى للبي تي أر-60 تصل إلى 80 كم/س.

## التاريخ

### الأصول
في أعقاب الحرب العالمية الثانية صمم الاتحاد السوفييتي عدة ناقلات جنود مدرعة وحظيت كل من البي تي أر-40 والبي تي أر-152 بالنصيب الأكبر من كميات الإنتاج وقد استفادت القوات السوفييتية من تجربة استخدام ناقلات الجنود المدولبة بالرغم من أنها لم تكن مناسبة للجيش حيث تفتقر إلى سقف والذي أضيف للنسخ اللاحقة من المدرعتين البي تي أر-40 و152، وكان الاتحاد السوفييتي قد اتخذ قرارا في عام 1956-1957 بتحويل جميع فرق المشاة إلى فرق آلية وتولدت الحاجة عند إذ لمركبات جديدة للفرق الآلية وعليه تم تصميم مركبة جديدة لتدخل مرحلة الإنتاج.

### بي تي أر-60
طلب في تصميم المركبة الجديدة أن تكون رباعية الدفع وأن تكون برمائية وذات قدرات على اجتياز الخنادق والموانع المائية للسماح لها بالعمل جنبا إلى جنب مع الدبابات بدأ في تصميم المركبة الجديدة في شتاء 1956 وبالرغم من أن الجيش كان يريد مركبة مسقوفة بالكامل ونظام حماية من أسلحة الدمار الشامل (الكيميائية والبيولوجية والنووية) إلا أن هذا لم يكن متوفرا في المتطلبات التصميمة حيث تم النقاش حول صعوبة إطلاق النار من مكان داخلي ضيق ولم يكن مركزا في التصميم أن تقليل المركبة الخسائر البشرية أنتج النموذج الأولى ما بين 1957 و 1958 قدمت النماذج المصممة في 1959 للاختبار، اجتازت جميع النماذج الاختبارات واختيرت مركبة المصممة من قبل شركة كاز لتحمل اسم بي تي أر-60 كان الأختيار قد وقع عليها لكونها الأقل تكلفة من بين باقي النماذج كما كانت أكثر بساطة وبدون نظم معقدة الأمر الذي يسمح بإنتاج كميات كبيرة منها.

## مواضيع متعلقة
- بي تي أر-70 خليفة البي تي أر-60
- بي تي أر-80
- أو تي-64 سكوت